# Burgruine Neu-Rettenberg

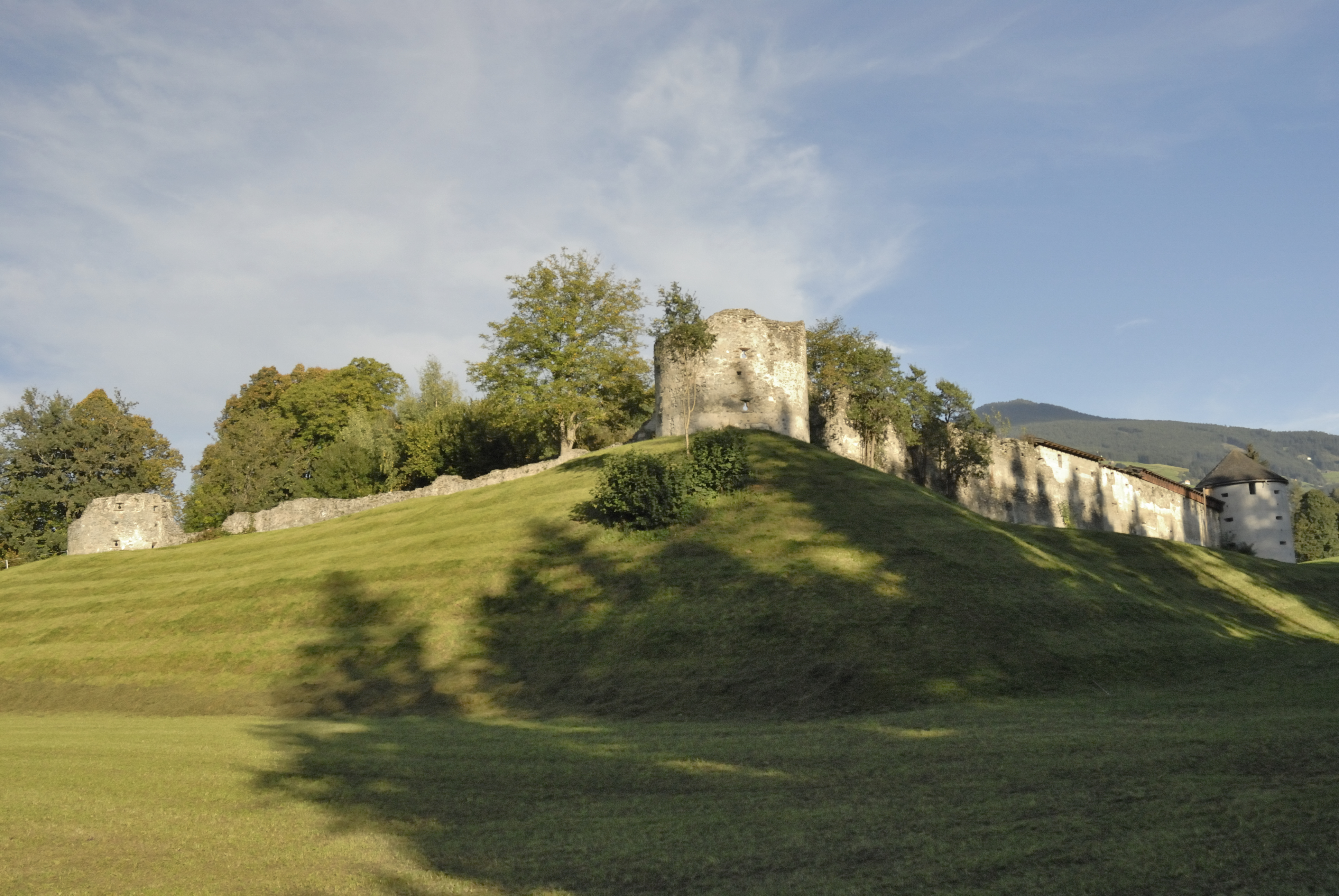
Burgruine Neu-Rettenberg von Nordwesten

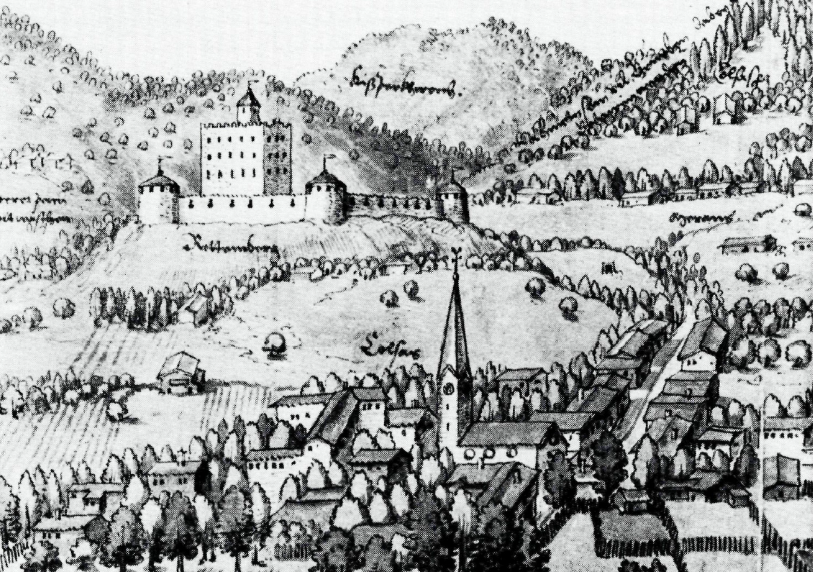
Burg Rettenberg nach einer Zeichnung aus dem Schwazer Bergwerksbuch von 1556

Die Burgruine Neu-Rettenberg ist die Ruine einer Höhenburg auf einer kleinen Anhöhe in der Gemeinde Kolsassberg im Bezirk Innsbruck-Land von Tirol (Florian-Waldauf-Weg).

## Geschichte der Burg Neu-Rettenberg
Nach dem Abriss der Burg Alt-Rettenberg im Jahre 1492 wurde durch Florian Waldauf von Waldenstein weiter nördlich davon die Burg Neurettenberg errichtet. Deren St. Anna-Kapelle wurde 1506 geweiht. Die Burg war Ausgangspunkt von Hirsch- und Gämsenjagden des Kaisers Maximilian I.
Da Florian Waldaufs Nachfahr, sein ältester Sohn Johann, ohne Kinder verstarb, kam die Anlage bald in neue Hände. Bereits 1524 wird ein Georg Mayer in einem Prozessakt als Inhaber von Schloss Rettenberg genannt. Als weitere Besitzer sind zu nennen: Oswald von Wolkenstein (1528), dieser ließ die noch nicht ganz vollendete Burg fertigstellen, 1530 war die Feste vollendet und mit Kanonen in den Eckrondellen armiert. 1535 übertrug König Ferdinand die Pfandschaft den Freiherrn Simon und Hans von Wolkenstein. Dann kam die Burg an Wilhelm Gienger (1559); damals war das Schloss noch in einem guten Bauzustand, ein Inventar listete an Bewaffnung vier Hinterladergeschütze, zwei Mörser, zwanzig Hakenbüchsen, sieben Doppelhakenbüchsen sowie zwei Geschütze auf Rädern auf. Als Nächstes kam Neurettenberg an die Puchheims (1582), dann an Johann Kolowrat (1595), Anton Freiherr von Landau (1602), Johann Dücker von Haslau (1610) und an die Grafen Fieger von Friedberg (ab 1649). Im 18. Jahrhundert verfiel die Burg Rettenberg zusehends und der Gerichtssitz wurde (vermutlich bereits im 17. Jahrhundert) nach Volders verlegt. Am 1. Juli 1791 konnten die Gräfinnen Juliane und Justiane von Fieger die Herrschaft als freies Eigen erwerben. Nach dem Tod der Gräfinnen übernahm Viktor Freiherr von der Lochau durch einen Vertrag mit den Fiegerschen Erben und als Miterbe am 6. November 1798 die Herrschaft Rettenberg zum vollen Eigentum. Die Gerichtsbarkeit ließ er durch bestellte Richter ausüben, bis das Gericht Rettenberg im Jahre 1825 durch den Staat übernommen und mit dem Landgericht Hall vereinigt wurde.
Bereits 1798 kaufte der Kolsasser Pfarrer Georg Ruf, der in Kolsass einen Kirchenneubau plante, das schon teilweise verfallene Schloss. Er ließ alle eisernen Fenstergitter, die Eisentüren und Balken herausreißen und das hohe Dach und die Stiegen für den Kirchenbau abbrechen. Die Reste der Schlossruine mit den angrenzenden Feldern wurden schließlich dem schon viele Jahre auf dem Schlosshof als Bestandsmann ansässigen Cassian Schweiger verkauft; diese Familie ist auch heute noch im Besitz der Anlage.

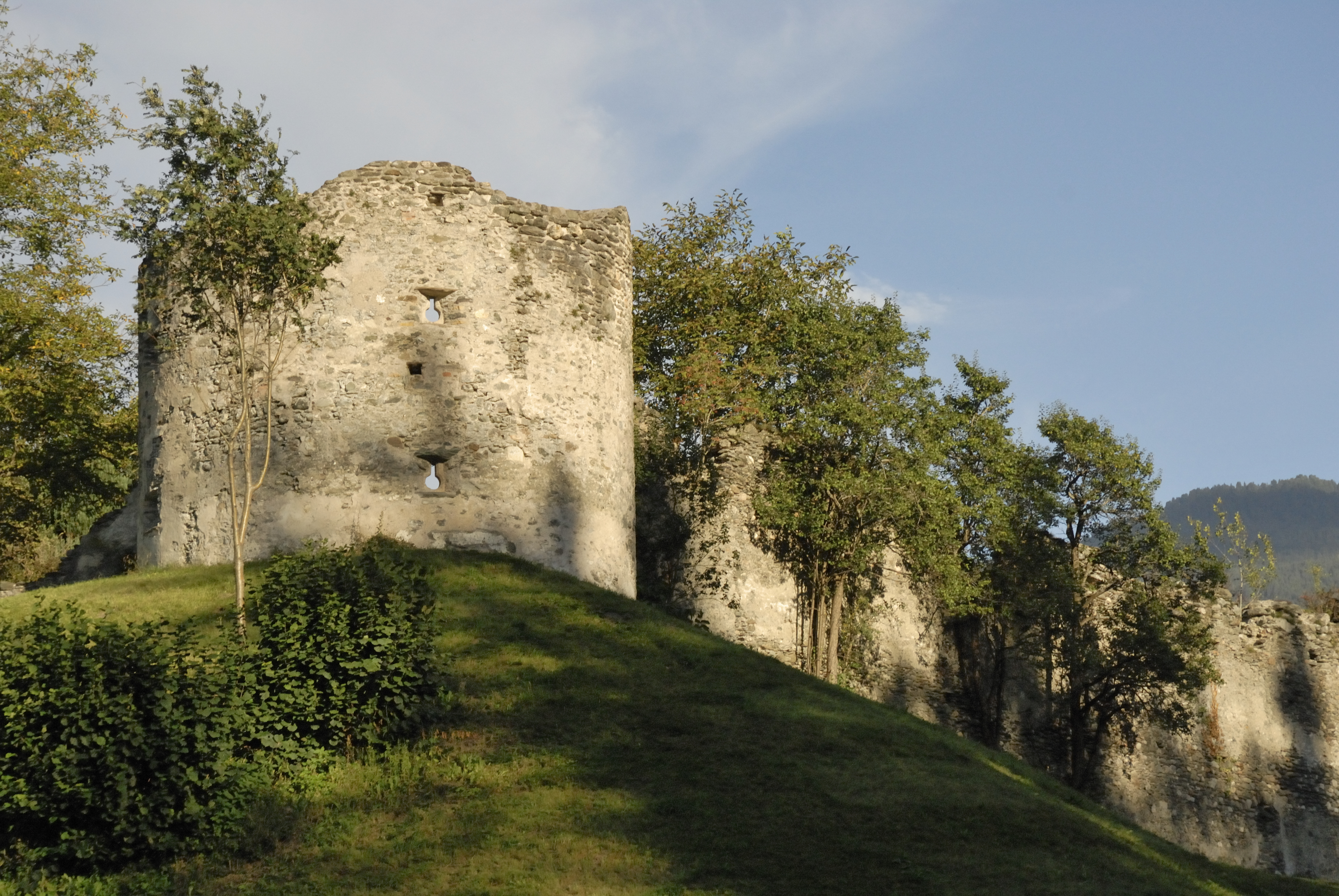
Burgruine Neu-Rettenberg

## Neu-Rettenberg heute
1810 wurde Neurettenberg großteils abgebrochen und das gewonnene Material zum Wiederaufbau der am 22. April 1809 abgebrannten Wattener Laurentiuskirche verwendet, da die geplante Kirche in Kolsass nicht zustande gekommen war. Das Wohngebäude der Burg wurde wegen akuter Einsturzgefahr 1914 restlos abgetragen.
Neurettenberg ist aber immer noch eine beachtenswerte Anlage mit den Resten des einstigen Palas, einer rechteckigen Ringmauer, vier nach innen offenen Eckrondellen mit Schlüssel- bzw. Maulscharten und den Resten eines Burgtores. Der vor dem Tor der südlichen Ringmauer gelegene Halsgraben wurde eingeebnet. Ein zweigeschoßiges Wirtschaftsgebäude ist in die östliche Ringmauer eingebunden; an der Fassade am Bauernhof Schlossbauer fällt eine Ansicht von Rettenberg ins Auge (Fresko von Franz Krautgasser aus dem Jahre 1959), auf dem die Übergabe von Rettenberg im Jahre 1492 durch Kaiser Maximilian I. an den Ritter Florian Waldauf zu Waldenstein zu sehen ist.
1960 begann man mit Sicherungsarbeiten. Die Anlage steht heute im Besitz von Josef Schweiger.